# Шордеев, Антон Григорьевич
Шордеев Антон Григорьевич (2 августа 1931, Шоркасы, Ибресинский район, Чувашская АССР – 9 сентября 1990, там же) – передовик советского сельского хозяйства, председатель колхоза «Трудовик» Ибресинского района Чувашской АССР. Герой Социалистического Труда (1973).

## Биография
Родился 2 августа 1931 года в деревне Шоркасы Ибресинского района Чувашской АССР, ныне — Чувашской Республики, в крестьянской чувашской семье. Завершил обучение в Большеабакасинской семилетней школе. Рано остался без отца и уже в возрасте десяти лет, в годы Великой Отечественной войны, стал работать конюхом: караулил, запрягал, пахал, косил, молотил. Чуть повзрослев, набрался опыта и был назначен бригадиром 3-й полеводческой бригады колхоза «Строитель» Ибресинского района. За небольшой промежуток времени вывел бригаду в передовые.
в 1951 году произошло укрупнение колхозов. Шоркасинский «Строитель» и колхоз «Осоавиахим» из соседнего села Шебегечи объединились в одном хозяйстве под названием «Трудовик». В 1961 году колхозники приняли решение избрать новым председателем А. Г. Шордеева, который мастерски взялся за дело. в своей работе стал применять новые технологии ведения сельского хозяйства. Колхоз "Трудовик" очень быстро вырвался в передовые и стал опытной площадкой для многих хозяйств района. Венцом признания стало переходящее Красное знамя райкома КПСС и районного Совета депутатов трудящихся в честь 50-летия Октябрьской революции, колхоз был занесён в Почётную книгу Трудовой Славы и Героизма Чувашской АССР. В 1970 году в колхозе был получен небывалый урожай: зерновых — 30 с лишним центнеров, картофеля — около 300 центнеров с гектара. Активно развивалось животноводство. В хозяйстве были лишь племенные коровы, имелось откормочное стадо крупного рогатого скота. На овцеводческих и свиноводческих фермах также выращивали племенных животных.
За большие успехи, достигнутые во Всесоюзном социалистическом соревновании, и проявленную трудовую доблесть в выполнении принятых обязательств по увеличению производства и продажи государству зерна и других продуктов земледелия в 1973 году, Указом Президиума Верховного Совета СССР от 11 декабря 1973 года Антону Григорьевичу Шордееву было присвоено звание Героя Социалистического Труда с вручением ордена Ленина и золотой медали «Серп и Молот».
Работал в должности председателя колхоза "Трудовик" до 1978 года. С 1979 года был назначен председателем исполкома Большеабакасинского сельского Совета народных депутатов. Избирался депутатом Верховного Совета Чувашской АССР 8-го созыва (1971—1975, член Комиссии по вопросам труда и женщин, охраны материнства и детства), членом бюро Ибресинского райкома КПСС, депутатом Большеабакасинского сельсовета Ибресинского района.
Проживал в деревне Шоркасы. Умер 9 сентября 1990 года. Похоронен на Шоркасском деревенском кладбище.

## Награды
- В 1973 присвоено звание Героя Социалистического Труда.
- Награждён Орден Ленина (дважды) (08.04.1971; 11.12.1973),
- Орден Трудового Красного Знамени,
- Медаль «За трудовую доблесть» (23.06.1966),
- другими медалями.

## Память
- В деревне Шоркасы установлен памятник Герою.
- В  2011 году в посёлке Ибреси открыт барельеф на аллее Славы.

## Ссылка
- Антон Григорьевич Шордеев. Сайт «Герои страны».
- Справка
- Справка